# Jesús López Carril
Jesús López Carril (* 7. November 1949 in Santa Marta Carbayín) ist ein ehemaliger spanischer Radrennfahrer und nationaler Meister im Radsport.

## Sportliche Laufbahn
López Carril war Straßenradsportler. 1966 wurde er nationaler Meister im Straßenrennen der Junioren. 1970 holte er einen Etappensieg im Rennen Cinturón a Mallorca. In der Saison 1973 gewann er die nationale Meisterschaft im Straßenrennen der Amateure. 
1975 siegte er im Etappenrennen Vuelta a Toledo. Er bestritt die Internationale Friedensfahrt 1975 und wurde 38. der Gesamtwertung.
1976 wurde er Berufsfahrer im Radsportteam Teka und blieb bis 1980 als Radprofi aktiv. Sein bedeutendster Erfolg als Radprofi war der Sieg auf der 11. Etappe der Vuelta a España 1980. Die Vuelta fuhr er zweimal. 1979 wurde er 60., 1980 schied er aus. Im Giro d’Italia 1976 schied er aus.

## Familiäres
Sein Bruder Vicente López Carril war ebenfalls Radrennfahrer.